# Commanderie de la Loge-Bazin
La commanderie de la Loge-Bazin est une maison secondaire de la commanderie templière de Bonlieu. Elle est située en région Champagne-Ardenne dans le département de l'Aube, sur le finage de la commune d'Amance près du hameau de la Ville-aux-Bois-lès-Vendeuvre, à environ 30 km à l'est de Troyes et 11 km au sud de Piney.

## Histoire

### Fondation
En 1255, les templiers de Bonlieu achètent la forêt du Temple aux seigneurs de Vendeuvre pour la somme de 5500 livres tournois et pour une surface d'environ 2500 arpents (soit environ 1270 hectares). C'est la plus grande forêt acquise par les templiers en occident. Afin de s'occuper de la gestion de cette forêt, les templiers de Bonlieu fondent après 1255 la maison secondaire de la Loge-Bazin, où vivaient trois ou quatre templiers secondés par divers ouvriers agricoles.

### Composition
À l'origine, il s'agit d'une grange, dans laquelle les templiers entreposaient les récoltes des terres défrichées dans la forêt.
Par la suite, elle est composée, outre la grange, d'une chapelle, de bâtiments communautaires, d'une tuilerie et d'un moulin. Le tout était très probablement construit en pans de bois et légèrement fortifié à l'aide de remparts de terre, de palissades et de fossés.

### Ressources
Du fait de son isolement, la commanderie se devait de pouvoir vivre en autarcie. Pour cela, la forêt apportait de nombreuses ressources :
- récupération de bois (chauffage, charpente , meubles...),
- chasse,
- récoltes alimentaires,
- espace pour faire paître les troupeaux.

La commanderie exploitait également quatre étangs, qui servaient à assainir les sols, à abreuver les troupeaux et à la pisciculture :
- étang de la Frouasse,
- étang de la Porte,
- étang de la Viotte,
- étang des Foulons, qui semble indiquer une activité de foulage.

Ces étangs ont été asséchés et boisés à la suite de l'ordonnance du 5 mai 1842 quand l'Administration des Forêts a réaménagé la forêt du Temple.
Les templiers gagnaient également un revenu avec la vente de droits d'usage dans la forêt du Temple. Ils avaient également érigé trois piloris aux trois principales entrées de la forêt afin de rappeler aux habitants des villages voisins qu'ils y exerçaient la justice.

### Reprise par les hospitaliers
Après la suppression de l'Ordre du Temple lors du concile de Vienne de 1312, la commanderie, comme l'ensemble de biens templiers, est transférée à l'Ordre de Saint-Jean de Jérusalem.
La commanderie, ainsi que celles de Bonlieu et de Commanderie de l'Hôpiteau, est alors rattachée à la commanderie de Troyes.

### Destruction
Il n'est plus fait mention de la commanderie à partir du XVe siècle. Les bâtiments ont sans doute été détruits à cette époque, probablement pendant la guerre de Cent Ans, et les terres rattachées à une autre commanderie.
La commanderie semble encore exister en 1466, mais aurait disparu peu après. En 1557, il n'en resterait plus que quelques ruines.